# Cascate di Lecorci
Le cascate di Lecorci si trovano presso la località Sorgiulai e Mercudalè, nel comune di Ulassai, in provincia di Nuoro in Sardegna. Le acque sgorgano da un lato basso della montagna del Tacco, provenienti dalle imponenti grotte di su Marmuri, scendono con diversi rivoli nella località Molinus-Comida-lecca sino ad incrociarsi dopo tre  chilometri con le acque di un'altra cascata del medesimo paese: le cascate di Lequarci, dopodiché scorrono impetuosamente per un ulteriore dislivello di 75 metri prima di riversarsi in piccoli laghi. Sono osservabili solo durante periodi di alta piovosità.

## Galleria d'immagini

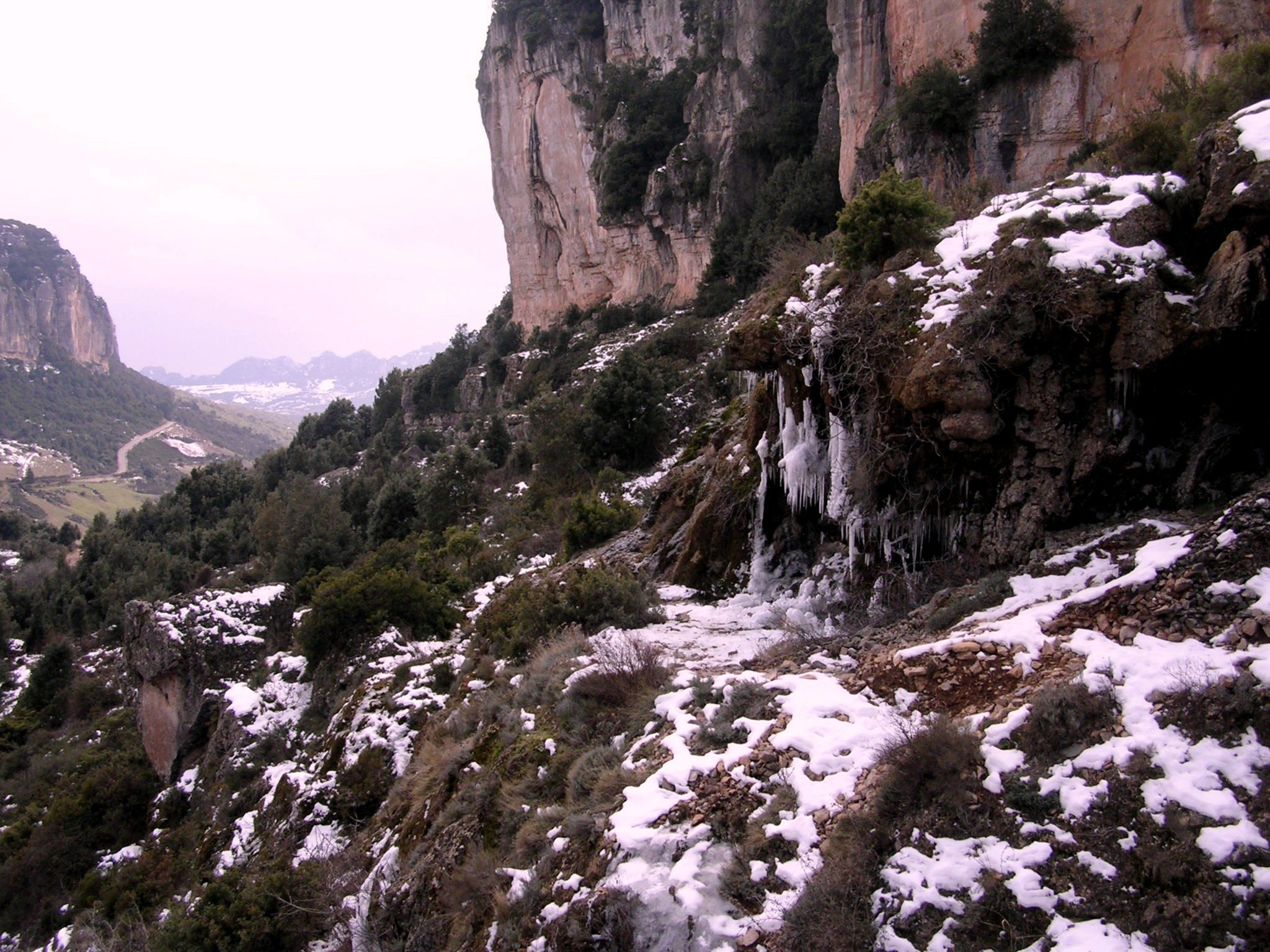
Cascate di Lecorci in inverno